# Hope 95
|  | Denne artikel er oprettet af botten PalnaBot ud fra en ekstern database. Den kan derfor have sproglige fejl eller mangler. Denne skabelon kan fjernes efter kontrol af indholdet. |

Hope 95 er en eksperimentalfilm fra 1996 instrueret af Bynke Maibøll efter manuskript af Bynke Maibøll.

## Handling
Det var rart at se dette håb bøje sig, men hun tog fejl - det sænkede kun nakken for at stange.